# Ryūsuke Hamaguchi
Ryūsuke Hamaguchi (濱口 竜介?, Hamaguchi Ryūsuke; Kawasaki, 16 dicembre 1978) è un regista e sceneggiatore giapponese.
Nel 2021 ha vinto l'Orso d'argento, gran premio della giuria al Festival di Berlino per Il gioco del destino e della fantasia e il premio FIPRESCI oltre al Prix du scénario al Festival di Cannes per Drive My Car, vincitore dell'Oscar al miglior film internazionale. Per lo stesso film, Hamaguchi è stato candidato all'Oscar al miglior regista e la migliore sceneggiatura non originale.

## Biografia
Laureatosi all'Università delle arti di Tokyo, dopo aver lavorato per anni nel cinema indipendente e documentario si fa notare per la prima volta nel circuito festivaliero europeo con Happy Hour (2015), della durata di 5 ore ed interpretato da non professionisti, premiato al Festival di Locarno. Tre anni più tardi il suo Netemo sametemo è nel concorso principale del Festival di Cannes.
Nel 2021 vince il gran premio della giuria al Festival di Berlino per Il gioco del destino e della fantasia, film a episodi composto da tre storie che Hamaguchi prefigurava come le prime di sette. Lo stesso anno è nuovamente in concorso a Cannes con Drive My Car, adattamento di 3 ore di un racconto di Haruki Murakami, vincendovi il premio per la miglior sceneggiatura. Il film riceverà numerosi altri riconoscimenti a livello internazionale, come quattro candidature ai premi Oscar 2022, tra cui quella per miglior film, un primato per il cinema giapponese, vincendo la statuetta per il miglior film internazionale: Hamaguchi è diventato il terzo cineasta giapponese ad essere mai stato candidato all'Oscar al miglior regista dopo Hiroshi Teshigahara e Akira Kurosawa, oltre ad ottenervi un'altra candidatura, per la migliore sceneggiatura non originale.
Dopo la consacrazione degli Oscar, il suo film successivo, Il male non esiste, in concorso all'80ª Mostra del cinema di Venezia, è un ritorno alle sue radici di regista indipendenti e naturalista.

## Filmografia

### Regista e sceneggiatore

#### Cortometraggi
- Eiga o mi ni iku (映画を見に行く?) (2001)
- Hajimari (はじまり?) (2005)
- Kioku no kaori (記憶の香り?) (2006)
- Yūgeki (遊撃?) (2006)

#### Mediometraggi
- Nanikuwanukao (永遠に君を愛す?) (2003)
- Friend of the Night (2005)
- Eien ni kimi o aisu (永遠に君を愛す?) (2009)
- Bukimi na mono no hada ni sawaru (不気味なものの肌に触れる?) (2013)
- Tengoku wa mada tōi (天国はまだ遠い?) (2016)

#### Lungometraggi
- Solaris (2007)
- Passion (?) (2008)
- The Depths (2010)
- Shinmitsusa (親密さ?) (2012)
- Happy Hour (ハッピーアワー?) (2015)
- Netemo sametemo (寝ても覚めても?) (2018)
- Il gioco del destino e della fantasia (偶然と想像?, Gūzen to sōzō) (2021)
- Drive My Car (ドライブ・マイ・カー?) (2021)
- Il male non esiste (悪は存在しない?, Aku wa sonzai shinai) (2023)

#### Documentari
- Nami no oto (なみのおと?) (2012) - con Kō Sakai
- Nami no koe: Shinchi-machi (なみのこえ　新地町?) (2013) - con Kō Sakai
- Nami no koe: Kesennuma (なみのこえ　気仙沼?) (2013) - con Kō Sakai
- Storytellers (うたうひと?) (2013) - con Kō Sakai
- Dance with OJ (2015)

### Solo sceneggiatore
- Spy no tsuma (スパイの妻?), regia di Kiyoshi Kurosawa – film TV (2020)

## Riconoscimenti
- Premio Oscar
  - 2022 – Candidatura per il miglior regista per Drive My Car
  - 2022 – Candidatura alla miglior sceneggiatura non originale per Drive My Car
  - 2022 – Miglior film internazionale per Drive My Car
- British Academy Film Awards
  - 2022 – Candidatura per il miglior regista per Drive My Car
  - 2022 –  Candidatura per la migliore sceneggiatura non originale per Drive My Car
  - 2022 – Candidatura per il miglior film non in lingua inglese per Drive My Car
- Festival di Berlino
  - 2021 – Orso d'argento, gran premio della giuria per Il gioco del destino e della fantasia
  - 2021 – In concorso per l'Orso d'oro per Il gioco del destino e della fantasia
- Festival di Cannes
  - 2018 – In concorso per la Palma d'oro per Netemo sametemo
  - 2021 – Prix du scénario per Drive My Car
  - 2021 – Premio FIPRESCI per Drive My Car
  - 2021 – Premio della Giuria Ecumenica per Drive My Car
  - 2021 – In concorso per la Palma d'oro per Drive My Car
- Festival di Venezia
  - 2023 – In concorso per il Leone d'oro per Il male non esiste
  - 2023 – Premio FIPRESCI per Il male non esiste
  - 2023 – Leone d'argento - Gran premio della giuria per Il male non esiste
- Festival di Locarno
  - 2015 - In concorso per il Pardo d'oro con Happy Hour
  - 2015 – Menzione speciale al premio speciale della giuria (sceneggiatura) per Happy Hour